# Marie N'Goussou
Marie N'Goussou ou Marie Ngoussou, née le 2 décembre 2008 à Orléans en France, est une athlète handisport française.
Elle est double championne de France sur 100 m et sur 200 m, et médaille de bronze en saut en longueur. Elle est la plus jeune athlète française qualifiée pour les Jeux paralympiques d'été de 2024 à Paris.

## Biographie

### Jeunesse et formation
Marie N'Goussou naît le 2 décembre 2008 à Orléans dans le Loiret, en France. Elle naît handicapée du bras gauche,.
Elle effectue des études au lycée Paul-Gauguin d'Orléans-la-Source, en bac professionnel « Animation enfance et personnes âgées ». Elle souhaite plus tard devenir entraîneuse.

### Carrière sportive
Marie N'Goussou réalise le doublé aux championnats de France d'athlétisme handisport en remportant la médaille d'or à la fois sur 100 m et sur 200 m à Albi. Elle obtient en plus la médaille de bronze en saut en longueur.
Marie N'Goussou est qualifiée pour les Jeux paralympiques d'été de 2024 à Paris, en juin 2024 au handisport Open de Paris au stade Charléty en remportant 200 m en 26"15, réalisant ainsi les minima nécessaires,. Elle se qualifie en plus sur 100 m en juillet 2024 aux championnats de France handisport en réalisant 12"48. Elle concourt en catégorie T46 comme amputée d'un membre supérieur ou assimilé,.
À 15 ans, elle est la plus jeune athlète française qualifiée pour les Jeux paralympiques de Paris 2024,,. Elle participe au 100 m et au 200 m. Elle se qualifie le 3 septembre au temps pour la finale du 100 m, où elle est sixième.